# Гомериди
Гомериди — узагальнююча назва усіх прихильників поем Гомера та рапсодів.
Первісно гомериди — рід, що мешкав на острові Хіос і вважав своїм родоначальником Гомера. З покоління в покоління Гомериди передавали мистецтво декламувати поеми Гомера (див. Рапсоди).
Згодом в Стародавній Греції почали називати гомеридами всіх рапсодів і взагалі всіх прихильників Гомера. У наш час ім'я гомеридів поширюється на епічних поетів, які як вважають дослідники, склали окремі частини «Іліади» й «Одіссеї» (див. Гомерівське питання).